# Конапрато (Пескара)
Конапрато (итал. Conaprato) је насеље у Италији у округу Пескара, региону Абруцо.
Према процени из 2011. у насељу је живело 100 становника. Насеље се налази на надморској висини од 363 м.